# Enoplea

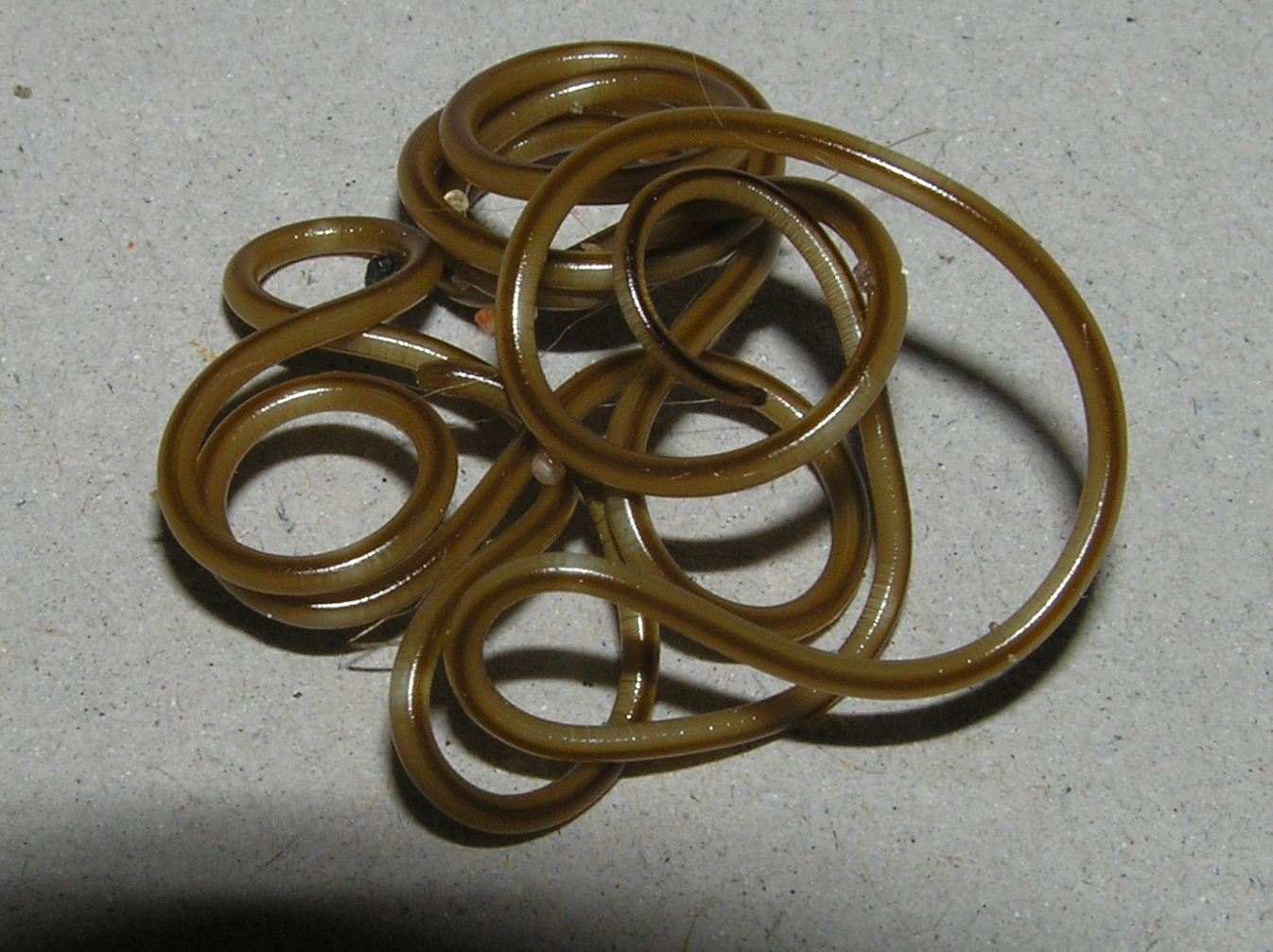
Нематода Mermis nigrescens — паразит кузнечиков

Enoplea (лат.) — класс нематод. Встречаются повсеместно. Свободноживущие круглые черви (почвенные, пресноводные, морские), комменсалы и паразиты растений, животных и человека; к паразитическим видам класса относятся, в частности, власоглав и трихинеллы. Кутикула обладает тонкой кольчатостью из мелких борозд или гладкая. Мышечные клетки первично-целомиарного типа (полимиарная мускулатура). Гиподерма клеточная. Средняя кишка полицитозная. Фарингеальных желёз 3 или 5. Фаринкс, как правило, цилиндрический.

## Классификация
700 родов и более 6500 видов. Таксономический статус некоторых включаемых в класс Enoplea групп (Marimermithida, Dioctophymida) является дискуссионным.
- Подкласс  Enoplia
  - Отряд Enoplida — свободноживущие; морские, пресноводные 
    - Включая подотряды Alaimina (или отряд Alaimida), Ironina (Ironida), Trefusiina (Trefusiida), Tripyloidina (Tripyloidida)

  - Отряд Isolaimida
  -  ? Отряд Oncholaimida (или подотряд Oncholaimina в отряде Enoplida) — хищные, морские
  - Отряд Rhaptothyreida — морские
  -  ? Отряд Stichosomida[5], сборная парафилетическая группа[6]
    - Надсемейство Mermithoidea
    - Надсемейство Trichuroidea (Trichinellidae, Trichuridae)
    - Надсемейство Tetradonematoidea (Tetradonematidae)
    - Надсемейство Dioctophymatoidea (Dioctophymatidae)

  - Отряд Triplonchida
  - Отряд Tripylida
- Подкласс Dorylaimia (или в ранге отдельного класса Dorylaimea Hodda, 2007)[1]
  - Отряд Dioctophymida — как правило, крупные нематоды, паразитирующие в кишечнике, желудке и почках млекопитающих и птиц.
  - Отряд Dorylaimida — свободно движущиеся морские, пресноводные и почвенные нематоды
  - Отряд Mermithida (в том числе паразиты беспозвоночных из семейства Mermithidae)
  - Отряд Mononchida
    - Семейство Anatonchidae Jairajpuri, 1969
    - Семейство Iotonchidae Jairajpuri, 1969
    - Семейство Cobbonchidae Jairajpuri, 1969
    - Семейство Mononchidae Filipjev, 1934
    - Семейство Mylonchulidae Jairajpuri, 1969

  - Отряд Trichocephalida (Trichurida или Trichinellida) — паразиты позвоночных животных (включая широко распространённых паразитов из родов трихинелла и власоглав). Иногда рассматривается в ранге отдельного подкласса Trichocephalia Hodda, 2007[1]
    - Семейство Anatrichosomatidae Yamaguti, 1961
    - Семейство Capillariidae Railliet, 1915
    - Семейство Cystoopsidae Skryabin, 1923
    - Семейство Trichinellidae Ward, 1907
    - Семейство Trichosomoididae Hall, 1916 (Yorke & Maplestone 1926)
    - Семейство Trichuridae Ransom, 1911 (Railliet 1915)
- Отряды incertae sedis
  - Отряд Marimermithida Rubtzov, 1980 — паразиты иглокожих и других морских беспозвоночных[1]
    - Семейство Marimermithidae Rubtzov & Platonova, 1974 (5 родов и 6 видов)